# Dymitr (Sieczenow)
Dymitr, imię świeckie Daniił Sieczenow (ur. 25 listopada?/6 grudnia 1709, zm. 14 grudnia 1767 w Moskwie) – rosyjski biskup prawosławny.

## Życiorys
Uzyskał domowe wykształcenie, następnie studiował w Akademii Słowiańsko-Grecko-Łacińskiej w Moskwie, po czym sam został w niej wykładowcą. Wieczyste śluby mnisze złożył 24 listopada 1735, przyjmując imię zakonne Dymitr na cześć św. Dymitra Sołuńskiego. Po krótkim czasie skierowany został do pracy w powstałym w 1733 seminarium duchownym w Kazaniu, gdzie miał zajmować się prowadzeniem misji prawosławnej wśród miejscowej ludności nierosyjskiej. Otrzymał godność archimandryty i łączył obowiązki wykładowcy, a następnie rektora kazańskiego seminarium z godności przełożonego monasteru Zaśnięcia Matki Bożej w Swijażsku. Archimandryta Dymitr razem ze swoimi współpracownikami prowadził misję bez stosowania przymusu. Duchowny stanął również na czele specjalnej komisji odpowiedzialnej za problemy nowoochrzczonych. Według źródeł cerkiewnych w latach 1741-1742 ochrzcił i nauczał 17362 osoby i doprowadził do wzniesienia 30 świątyń.
12 września 1742 przyjął chirotonię biskupią i objął katedrę niżnonowogrodzką, zastępując chorego biskupa Jana. Jako ordynariusz tejże eparchii kontynuował pracę misyjną, osobiście dokonując objazdów eparchii, w szczególności szerząc prawosławie wśród Mordwinów. Szczególnie opiekował się także seminarium duchownym w Niżnym Nowogrodzie. W czasie sprawowania przez niego urzędu seminarium zostało przeniesione z dotychczasowej siedziby w pałacu biskupim do zakupionego przez niego domu, zaś w 1744 - z prywatnych funduszy biskupa odremontowane po pożarze. Biskup Dymitr zreformował ponadto program nauczania w seminarium, a niektórych słuchaczy kierował do Moskiewskiej Akademii Duchownej. W Niżnym Nowogrodzie wzniósł sobór Ikony Matki Bożej "Wszystkich Strapionych Radość" (otwarty w 1745) oraz opiekował się Pustelnią Wysokogórską w Arzamasie.
W 1748 biskup Dymitr z powodu złego stanu zdrowia odszedł w stan spoczynku i zamieszkał w Monasterze Raifskim. Jako biskup emerytowany został powołany do uczestnictwa w obradach Świątobliwego Synodu Rządzącego w 1752. W tym samym roku mianowano go ordynariuszem eparchii riazańskiej. W Riazaniu wzniósł nowy budynek miejscowego seminarium duchownego, wprowadził zmiany w jego programie nauczania oraz przebudował sobór Zaśnięcia Matki Bożej. W 1757 został przeniesiony na katedrę nowogrodzką i wielkołucką. W trzynastu miastach eparchii utworzył niższe szkoły duchowne, zaś do seminarium w Nowogrodzie wprowadził obowiązkową naukę geografii i języka niemieckiego. W 1757 otrzymał godność arcybiskupią, zaś w 1762 został metropolitą. Był postacią znaną na dworze carskim, cieszył się szczególnym uznaniem Katarzyny II. Zmarł w Moskwie, gdzie uczestniczył w zgromadzeniu opracowującym nowe Sobornoje ułożenije. Uroczystości pogrzebowe odbyły się w Monasterze Zaikonospasskim, następnie szczątki metropolity przewieziono do soboru Mądrości Bożej w Nowogrodzie, gdzie metropolita został pochowany.